# Kvæfjord
Kvæfjord è un comune norvegese della contea di Troms.